# AHSS
Gli AHSS (acronimo in lingua inglese di Advanced High Strength Steels) sono acciai di ultima generazione, molto leggeri e resistenti. Essi vantano ottime proprietà meccaniche (ad esempio, resistenza a trazione maggiore di 500 MPa), grazie alla loro complessa microstruttura, data dalla presenza di bainite, austenite residua e soprattutto martensite.

## Storia
Questi materiali sono in via di sviluppo nel settore automobilistico, poiché soddisfano gli standard di sicurezza richiesti con maggiore sostenibilità. Infatti, rispetto all'alluminio e ad altri materiali in fibra di carbonio, sono più facilmente riciclabili e la loro produzione richiede costi che vanno dal 40% al 400% in meno. Tuttavia, gli AHSS necessitano di molte fasi di progettazione, che richiedono tempo e dedizione.
Inoltre, tali acciai sono molto ricercati per la loro ottima saldabilità, data da un valore di carbonio equivalente pari a 0,44, e rivestibilità, caratterizzata da un'adeguata aderenza.
Dagli anni ’90 fino ad oggi, proprietà e applicazioni di AHSS sono migliorate radicalmente come, ad esempio, la tensione di snervamento che è quintuplicata. Con l’aumento della complessità delle microstrutture, gli effetti della velocità di deformazione, le previsioni di ritorno elastico, le misure di fasi di stabilità e le valutazioni di allungamento elastico sono cambiate e ne hanno stimolato l’innovazione.
Essi si possono suddividere in diverse categorie: TRIP, TWIP, Q&P e PHS.

## Tipologia

### TRIP
I TRIP (Transformation Induced Plasticity steels) sono acciai le cui proprietà di duttilità variano durante la deformazione plastica. Essi sono costituiti da una matrice prevalentemente ferritica con qualche piccola zona di austenite residua. Quest’ultima, se aumentano le sollecitazioni meccaniche, può trasformarsi in martensite, rendendo il materiale ancora più duro.
Per rafforzare ulteriormente gli acciai AHSS, bisogna ridurne la densità, inserendo specifici elementi chimici. Questi ultimi hanno diversi effetti sulla lega e ne modificano le proprietà meccaniche. 

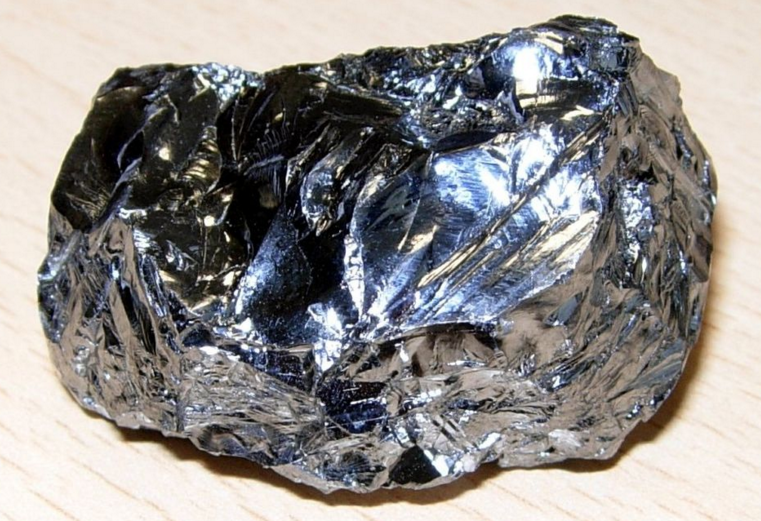
Silicio metallico

Effetto dell'aggiunta di manganese e silicio: stabilizzare la fase austenitica, trasformandola in martensitica.
Effetti dell'aggiunta di molibdeno: aumentare la resistenza a snervamento; ridurre la duttilità; contrastare la malattia di Krupp.
Effetti dell’aggiunta di niobio: stabilizzare l'austenite in soluzione solida; ridurre le dimensioni dei grani laminati a caldo; rafforzare l’acciaio tramite indurimento per precipitazione; aumentare la temprabilità a caldo; evitare l’usura dell'acciaio a temperature di esercizio molto alte (fino a 500 °C).

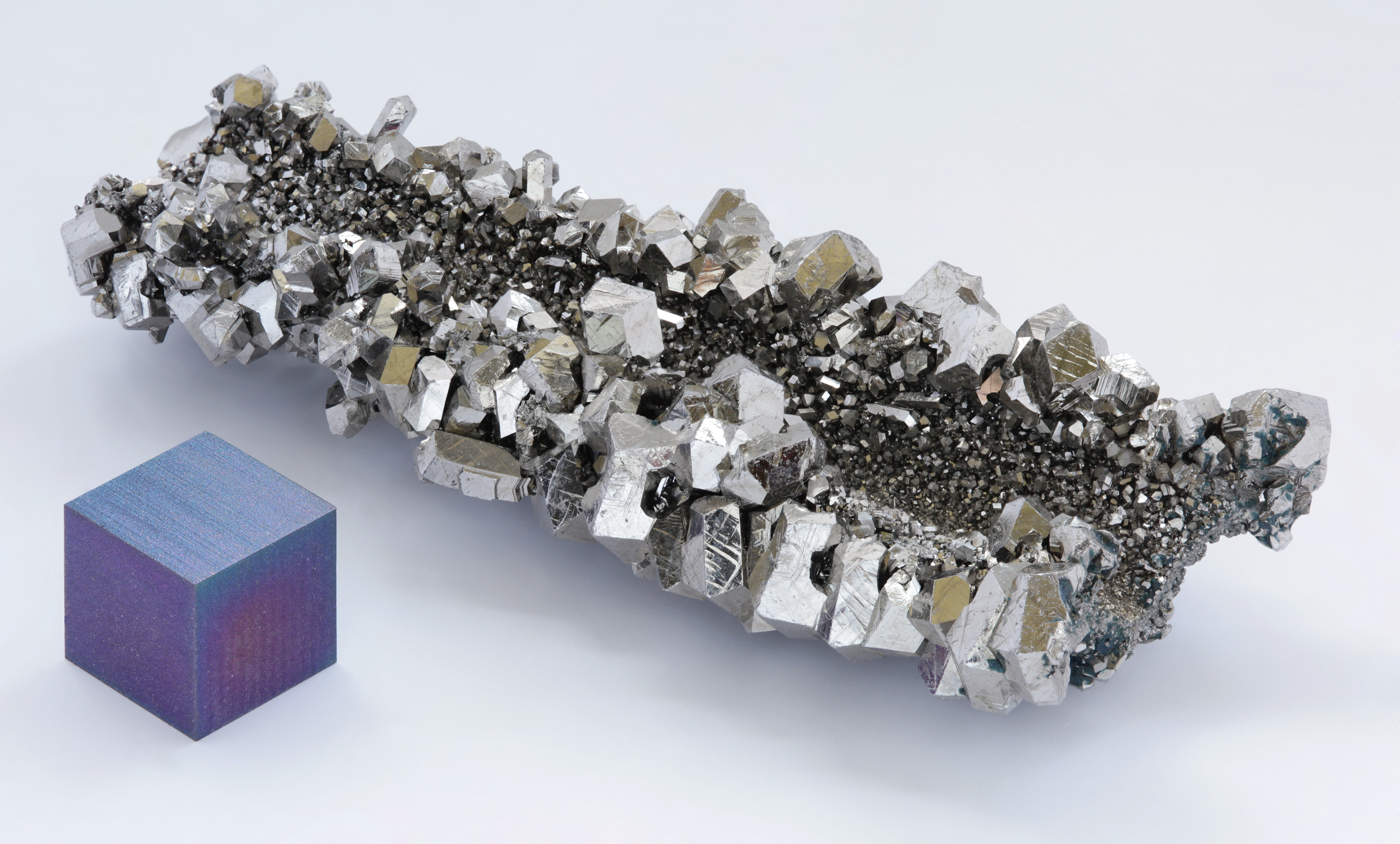
Cristalli di niobio

#### Proprietà
Si tratta di acciai ad alta tenacia, resistenza ad allungamento e resistenza alla temprabilità. I TRIP sono capaci di assorbire molta energia e hanno alta plasmabilità.

#### Applicazioni
I TRIP sono impiegati in aree criticamente sollecitate da sforzi esterni e per parti meccaniche difficili da realizzare.

### TWIP
I TWIP (Twinning Induced Plasticity steels) sono acciai resistenti, tenaci e relativamente duttili. Essi sono costituiti da una matrice austenitica e contengono il 17-24% di manganese e carbonio fino allo 0,7%. Se vengono deformati plasticamente, presentano piccoli difetti dati dalla geminazione, che ostacolano il moto delle dislocazioni.

#### Proprietà
I TWIP sono caratterizzati da elevata resistenza a trazione (anche maggiori di 1600 MPa) ed elevata duttilità (allungamento percentuale fino al 60%).

#### Applicazioni
Nell'industria automobilistica e dei trasporti, i TWIP sono impiegati per alleggerire il carico totale ed assorbire meglio l'energia da impatto per incidente.

### Q&P
Gli acciai Q&P (Quenching and Partitioning) sono acciai C-Si-Mn e C-Si-Mn-Al, che contengono martensite e austenite residua a grano fine.

#### Proprietà
I Q&P hanno duttilità simile a quella degli acciai TRIP ma resistenza e formabilità migliori.

#### Applicazioni
Vengono utilizzati per le parti strutturali degli autoveicoli (paraurti, traverse, rinforzi).

### PHS
I PHS (Press-Hardened Steels) sono acciai al manganese legati al boro, temprati a pressione, prodotti per stampaggio a caldo.

#### Proprietà
Si tratta di acciai AHSS molto duttili e resistenti. Inoltre, sono caratterizzati da ottima formabilità in forme complesse.